# Pseudeutreta anteapicalis
Pseudeutreta anteapicalis är en tvåvingeart som beskrevs av Friedrich Georg Hendel 1914. Pseudeutreta anteapicalis ingår i släktet Pseudeutreta och familjen borrflugor. Inga underarter finns listade i Catalogue of Life.